# Малинська волость (Дубенський повіт)
Малинська волость — історична адміністративно-територіальна одиниця Дубенського повіту Волинської губернії Російської імперії. Волосний центр — село Малин.
Станом на 1885 рік складалася з 17 поселень, 4 сільських громад. Населення — 6844 осіб (3379 чоловічої статі та 3465 — жіночої), 591 дворове господарство.
|                     | Площа, десятин | У тому числі орної, дес. |
| ------------------- | -------------- | ------------------------ |
| Сільських громад    | 8078           | 6272                     |
| Приватної власності | 10920          | 4976                     |
| Іншої власності     | 360            | 281                      |
| Загалом             | 19358          | 11529                    |

Основні поселення волості:
- Малин — колишнє власницьке село за 34 версти від повітового міста, 210 осіб, 32 двори; волосне правління, православна церква, школа, постоялий будинок. За 5 верст — колонія чехів із 535 жителями, 2 ? і лавкою. За 8 верст — цегельний та вапняковий заводи.
- Бакарин — колишнє власницьке село, 320 осіб, 33 двори, 2 православних церкви, постоялий будинок, водяний млин.
- Борбин — колишнє власницьке село, 260 осіб, 33 двори, православна церква, постоялий будинок, кузня, водяний млин.
- Довгошиї- колишнє власницьке село, 600 осіб, 74 двори, православна церква, постоялий будинок, водяний млин, вітряк, цегельний та винокурний заводи.
- Кнерути — колишнє власницьке село, 150 осіб, 22 двори, православна церква.
- Корита — колишнє власницьке село, 150 осіб, 20 дворів, православна церква, постоялий будинок, водяний млин.
- Острожець- колишнє власницьке містечко, 720 осіб, 90 дворів, православна церква, єврейський молитовний будинок, базар по неділях, ярмарок, водяний млин, пивоварний завод.
- Пелжі — колишнє власницьке село, 265 осіб, 30 дворів, православна церква, постоялий будинок, водяний млин.
- П'яне — колишнє власницьке село, 390 осіб, 47 дворів, православна церква, постоялий будинок, водяний млин, винокурний завод.
- Уїздці — колишнє власницьке село, 280 осіб, 40 дворів, православна церква, постоялий будинок.

## Після 1920р.
Волость існувала до 1920 р. у складі Дубенського повіту Волинської губернії. 18 березня 1921 року Західна Волинь анексована Польщею. У Польщі існувала під назвою ґміна Малин Дубенського повіту Волинського воєводства в тому ж складі, що й до 1921 року. 
На 1936 рік гміна складалася з 37 громад:
1. Бакорин — село: Бакорин;
2. Богуші — колонія: Богуші;
3. Борбин — село: Борбин, фільварок: Анелін та хутір: Барбин;
4. Довгошиї — село: Довгошиї та фільварок: Довгошиї;
5. Городище — колонії: Городище і Бараки;
6. Іванківці — село: Іванківці та  фільварок: Іванківці;
7. Кнерути — село: Кнерути;
8. Кнерути — колонія: Кнерути;
9. Костянтинівка — колонія: Костянтинівка;
10. Корита — село: Корита;
11. Красильне — колонії: Красильне і Фальківщина;
12. Лукарівка — село: Лукарівка;
13. Малин — село: Малин;
14. Малин — колонія: Малин;
15. Мошків — село: Мошків;
16. Нарутівка — колонія: Нарутівка;
17. Новосілки — село: Новосілки;
18. Острожець — село: Острожець, фільварок: Острожець та лісничівка: Ярів;
19. Острожець — містечко: Острожець;
20. Пелжа — село: Пелжа;
21. Перемилівка — село: Перемилівка,фільварок: Перемилівка та хутір: Перемилівка;
22. Пітушків — село: Пітушків;
23. П'яннє — село: П'яннє та хутір: Корчунки П'янські;
24. Посників — село: Посників;
25. Пуловянка — колонія: Пуловянка;
26. Річище — колонія: Річище;
27. Рейтанів — колонія: Рейтанів;
28. Ставище — село: Ставище;
29. Терешів — колонія: Терешів;
30. Терешів — село: Терешів;
31. Тушебин — село: Тушебин;
32. Уїздці — село: Уїздці та хутір: Уїздці;
33. Волковньо — село: Волковньо;
34. Заболоття — село: Заболоття;
35. Заболотці — село: Заболотці;
36. Замчисько — колонія: Замчисько;
37. Зборів — колонія: Зборів.

Після радянської анексії західноукраїнських земель ґміна ліквідована у зв'язку з утворенням Острожецького району.